# Maesa purpureohirsuta
Maesa purpureohirsuta är en viveväxtart som beskrevs av Ryozo Kanehira och Sumihiko Hatusima.
Maesa purpureohirsuta ingår i släktet Maesa och familjen viveväxter. Inga underarter finns listade i Catalogue of Life.